# 배트맨 닌자
《배트맨 닌자》(영어: Batman Ninja)는 배트맨을 소재로 한 2018년 DC 코믹스 원작한 애니메이션 영화이다.

## 성우진
| 배역                 | 일본어 성우       | 영어 성우            |
| -------------------- | ----------------- | -------------------- |
| 배트맨 / 브루스 웨인 | 야마데라 코이치   | 로저 크레이그 스미스 |
| 고릴라 그로드        | 코야스 타케히토   | 프레드 태터쇼어      |
| 조커                 | 타카기 와타루     | 토니 헤일            |
| 캣우먼 / 셀리나 카일 | 카쿠마 아이       | 그레이 그리핀        |
| 할리 퀸              | 쿠기미야 리에     | 타라 스트롱          |
| 포이즌 아이비        | 다나카 아쓰코     | 타라 스트롱          |
| 데스스트로크         | 스와베 준이치     | 프레드 태터쇼어      |
| 펭귄                 | 쵸                | 톰 케니              |
| 투페이스             | 모리카와 토시유키 | 에릭 바우자          |
| 베인                 | 미야케 켄타       | 미야케 켄타          |
| 로빈 / 데미안 웨인   | 카지 유우키       | 유리 로언솔          |
| 레드 로빈            | 카와니시 켄고     | 윌 프리들            |
| 나이트윙             | 오노 다이스케     | 애덤 크로스델        |
| 레드 후드            | 이시다 아키라     | 유리 로언솔          |
| 알프레드 페니워스    | 오쓰카 호추       | 애덤 크로스델        |
| 에이안               | 우에다 요지       | 맷 양 킹             |
| 몽키치               | 무기호 안나       | 무기호 안나          |
| 몽미                 | 나가쓰마 주리     | 나가쓰마 주리        |